# Copa de la UEFA 1991-1992
La Copa de la UEFA 1991–92 fou guanyada per l'Ajax Amsterdam, que va derrotar el Torino pels gols en camp contrari, després que la final a doble partit acabés 2-2 en el resultat agregat.

## Primera ronda
| Equip 1                    | Global | Equip 2                  | Anada | Tornada |
| -------------------------- | ------ | ------------------------ | ----- | ------- |
| Aberdeen FC                | 0-3    | Boldklubben 1903         | 0-1   | 0-2     |
| Ajax Amsterdam             | 4-0    | Orebro SK                | 3-0   | 1-0     |
| Anorthosis Famagusta FC    | 3-4    | Steaua Bucarest          | 1-2   | 2-2(pr) |
| Bangor FC                  | 0-6    | SK Sigma Olomouc         | 0-3   | 0-3     |
| Boavista FC                | 2-1    | Internazionale Milano FC | 2-1   | 0-0     |
| Celtic FC                  | 3-1    | Germinal Ekeren          | 2-0   | 1-1     |
| Cork City FC               | 1-3    | Bayern de Múnic          | 1-1   | 0-2     |
| HAŠK Građanski             | 3-4    | Trabzonspor              | 2-3   | 1-1     |
| Eintracht Frankfurt        | 11-1   | Spora Luxemburg          | 6-1   | 5-0     |
| FC Groningen               | 0-2    | FC Rot-Weiss Erfurt      | 0-1   | 0-1     |
| Ikast FS                   | 1-6    | AJ Auxerre               | 0-1   | 1-5     |
| FC Swarovski Tirol         | 3-2    | Tromsø I.L.              | 2-1   | 1-1     |
| Hallescher FC              | 2-4    | FC Torpedo Moscou        | 2-1   | 0-3     |
| Hamburger SV               | 4-1    | Gornik Zabrze            | 1-1   | 3-0     |
| K.A.A. Gent                | (p)1-1 | Lausanne Sports          | 0-1   | 1-0     |
| KR                         | 1-8    | Torino Calcio            | 0-2   | 1-6     |
| KS Vllaznia                | 0-3    | AEK Atenes FC            | 0-1   | 0-2     |
| Liverpool FC               | 6-2    | Kuusysi Lahti            | 6-1   | 0-1     |
| Mikkelin Palloilijat       | 1-5    | FC Spartak Moscou        | 0-2   | 1-3     |
| Neuchatel Xamax            | 2-0    | Floriana Football Club   | 2-0   | 0-0     |
| Olympique de Lió           | 2-1    | Osters IF                | 1-0   | 1-1     |
| PAOK FC                    | 2-1    | K.V. Mechelen            | 1-1   | 1-0     |
| PFC CSKA Sofia             | (c)1-1 | Parma AC                 | 0-0   | 1-1     |
| PFC Slavia Sofia           | 1-4    | CA Osasuna               | 1-0   | 0-4     |
| Real Oviedo                | 2-3    | Genoa CFC                | 1-0   | 1-3     |
| SC Salgueiros              | 1-1(p) | AS Cannes                | 1-0   | 0-1     |
| SK Slovan Bratislava       | 2-3    | Reial Madrid             | 1-2   | 1-1     |
| SK Sturm Graz              | 1-4    | FC Utrecht               | 0-1   | 1-3     |
| Sporting Clube de Portugal | 1-2    | Dinamo Bucarest          | 1-0   | 0-2(pr) |
| Sporting de Gijon          | (p)2-2 | FK Partizan              | 2-0   | 0-2     |
| Vaci Izzo MTE              | 2-4    | FC Dynamo Moscou         | 1-0   | 1-4     |
| VfB Stuttgart              | 6-3    | Pécsi MFC                | 4-1   | 2-2     |

## Segona ronda
| Equip 1             | Global | Equip 2             | Anada | Tornada |
| ------------------- | ------ | ------------------- | ----- | ------- |
| AJ Auxerre          | 2-3    | Liverpool FC        | 2-0   | 0-3     |
| AS Cannes           | 1-2    | Dynamo Moscou       | 0-1   | 1-1     |
| Boldklubben 1903    | 6-3    | Bayern de Múnic     | 6-2   | 0-1     |
| CA Osasuna          | 3-2    | VfB Stuttgart       | 0-0   | 3-2     |
| FC Utrecht          | 1-4    | Reial Madrid        | 1-3   | 0-1     |
| FC Rot-Weiss Erfurt | 1-5    | Ajax Amsterdam      | 1-2   | 0-3     |
| FC Spartak Moscou   | 1-2    | AEK Atenes FC       | 0-0   | 1-2     |
| Genoa CFC           | 5-3    | Dinamo Bucarest     | 3-1   | 2-2     |
| Hamburger SV        | 6-1    | PFC CSKA Sofia      | 2-0   | 4-1     |
| K.A.A. Gent         | 1-0    | Eintracht Frankfurt | 0-0   | 1-0     |
| Neuchatel Xamax     | 5-2    | Celtic FC           | 5-1   | 0-1     |
| Olympique de Lió    | 4-8    | Trabzonspor         | 3-4   | 1-4     |
| PAOK FC             | 0-4    | FC Swarovski Tirol  | 0-2   | 0-2     |
| SK Sigma Olomouc    | 2-0    | FC Torpedo Moscou   | 2-0   | 0-0     |
| Sporting de Gijon   | 2-3    | Steaua Bucarest     | 2-2   | 0-1     |
| Torino Calcio       | 2-0    | Boavista FC         | 2-0   | 0-0     |

## Tercera ronda
| Equip 1            | Global | Equip 2          | Anada | Tornada |
| ------------------ | ------ | ---------------- | ----- | ------- |
| AEK Atenes FC      | 2-3    | Torino Calcio    | 2-2   | 0-1     |
| Boldklubben 1903   | 2-1    | Trabzonspor      | 1-0   | 1-1     |
| CA Osasuna         | 0-2    | Ajax Amsterdam   | 0-1   | 0-1     |
| FC Swarovski Tirol | 0-6    | Liverpool FC     | 0-2   | 0-4     |
| Hamburger SV       | 2-6    | SK Sigma Olomouc | 1-2   | 1-4     |
| K.A.A. Gent        | 2-0    | Dynamo Moscou    | 2-0   | 0-0     |
| Neuchatel Xamax    | 1-4    | Reial Madrid     | 1-0   | 0-4     |
| Steaua Bucarest    | 0-2    | Genoa CFC        | 0-1   | 0-1     |

## Quarts de final
| Equip 1          | Global | Equip 2        | Anada | Tornada |
| ---------------- | ------ | -------------- | ----- | ------- |
| Boldklubben 1903 | 0-3    | Torino Calcio  | 0-2   | 0-1     |
| Genoa CFC        | 4-1    | Liverpool FC   | 2-0   | 2-1     |
| K.A.A. Gent      | 0-3    | Ajax Amsterdam | 0-0   | 0-3     |
| SK Sigma Olomouc | 1-2    | Reial Madrid   | 1-1   | 0-1     |

## Semifinals
| Equip 1      | Global | Equip 2        | Anada | Tornada |
| ------------ | ------ | -------------- | ----- | ------- |
| Genoa CFC    | 3-4    | Ajax Amsterdam | 2-3   | 1-1     |
| Reial Madrid | 2-3    | Torino Calcio  | 2-1   | 0-2     |

## Final
| Equip 1       | Global | Equip 2        | Anada | Tornada |
| ------------- | ------ | -------------- | ----- | ------- |
| Torino Calcio | 2-2(c) | Ajax Amsterdam | 2-2   | 0-0     |

### Anada
| Torino              | 2–2 | Ajax                          |
| ------------------- | --- | ----------------------------- |
| Casagrande 62', 82' |     | Jonk 14' Pettersson 73' (pen) |

 Stadio Delle Alpi, Torí

Espectadors: 65.377

Àrbitre: Worrall (ENG)        
| Torino Calcio | Ajax Amsterdam |
| --- | --- |
| - Luca Marchegiani (gk) - Pasquale Bruno - Enrico Annoni - Roberto Cravero (← 80") - Roberto Mussi (← 83") - Silvano Benedetti - Enzo Scifo - Rafael Martín Vasquez - Giorgio Venturin - Gianluigi Lentini - Walter Casagrande | - Stanley Menzo (gk) - Sonny Silooy - Danny Blind - Wim Jonk - Frank de Boer - Aron Winter - Michel Kreek - Dennis Bergkamp - John van 't Schip - Stefan Pettersson - Bryan Roy (← 82") |
| Substitucions: | Substitucions: |
| - Giorgio Bresciani (→ 80") - Gianluca Sordo (→ 83") | - Alphons Groenendijk (→ 82") |
| Entrenador: | Entrenador: |
| Emiliano Mondonico | Louis van Gaal |

### Tornada
| Ajax | 0–0 | Torino |
| ---- | --- | ------ |
|      |     |        |

 Olympisch Stadion, Amsterdam

Espectadors: 42.000

Àrbitre: Petrović (IUG)        
| Ajax Amsterdam | Torino Calcio |
| --- | --- |
| - Stanley Menzo (gk) - Sonny Silooy - Danny Blind - Wim Jonk - Frank de Boer - Aron Winter - Michel Kreek (← 80") - Rob Alflen - John van 't Schip - Stefan Pettersson - Bryan Roy (← 65") | - Luca Marchegiani (gk) - Roberto Mussi - Roberto Cravero (← 58") - Silvano Benedetti - Luca Fusi - Roberto Policano - Rafael Martín Vasquez - Enzo Scifo (← 62") - Giorgio Venturin - Gianluigi Lentini - Walter Casagrande |
| Substitucions: | Substitucions: |
| - John van Loen (→ 65") - Marciano Vink (→ 80") | - Gianluca Sordo (→ 58") - Giorgio Bresciani (→ 62") |
| Entrenador: | Entrenador: |
| Louis van Gaal | Emiliano Mondonico |

Ajax Amsterdam guanyà pels gols en camp contrari
| Campió de la Copa de la UEFA 1991-92 |
| ------------------------------------ |
| Ajax Amsterdam Primer títol          |